# Pantera de les neus
La pantera de les neus (Panthera uncia) és un gran fèlid nadiu de les muntanyes de l'Àsia central. La seva aparença és la d'un lleopard, però és una mica més petit i és blanc.

## Distribució
La pantera de les neus habita l'Àsia central i del sud en zones muntanyenques dins una zona d'uns 1.230.000 km². Es troba en 12 països: l'Afganistan, Bhutan, la Xina, l'Índia, el Kazakhstan, el Kirguizstan, Mongòlia, el Nepal, el Pakistan, Rússia, el Tadjikistan i l'Uzbekistan. Es troba des de l'Hindu Kusha a l'Afganistan a través de les muntanyes del Pamir, Kunlun, Himàlaia i sud de Sibèria; al Tibet es troba a les muntanyes Altun. La cua varia entre 0,8 i 1 m de llarg, i la utilitza per mantenir l'equilibri en moure's per zones rocoses i per a abrigar-se.
El cos està cobert per un pelatge llarg i espès, a sota del qual hi ha una altra capa de pèl més curt i suau. La coloració general és grisa pàl·lida, amb taques negres distribuïdes de forma irregular i amb una línia de pèl negre que li recorre el dors. Les parts inferiors són blanquinoses.
Fins fa poc, molts taxonomistes el posaven en un gènere a part, però proves genètiques han confirmat que està dins el gènere Panthera, juntament amb els altres felins com el lleó.
Caça sobretot animals silvestres, per la qual cosa realitza desplaçaments estacionals determinats pels moviments de les seves preses. A l'estiu, habita entre els 2.700 i els 6.000 metres d'altitud, on caça muflons, cabres, cérvols, mamífers petits i aus. Amb l'arribada de l'hivern, els herbívors descendeixen a zones més baixes i la pantera de les neus els segueix.
Es coneix poc de la biologia d'aquesta pantera. És un animal d'hàbits nocturns i sembla que és molt territorial. El període de gestació és d'entre 93 i 100 dies, i a la primavera solen tenir dues cries, però poden arribar fins a 5. Les cries passen l'hivern següent amb la mare i se'ls considera adults als 2 anys. Poden arribar a pesar fins a 75 kg.
La pantera de les neus és un animal qualificat en perill d'extinció; encara que es desconeix quina quantitat en queda en estat salvatge, s'estima que no més de 5.000 exemplars. Són caçats per la seva pell i també pels pagesos, ja que per a ells representa una amenaça a causa dels atacs que fa al bestiar.